# Felhatalmazási törvény (Németország, 1933)

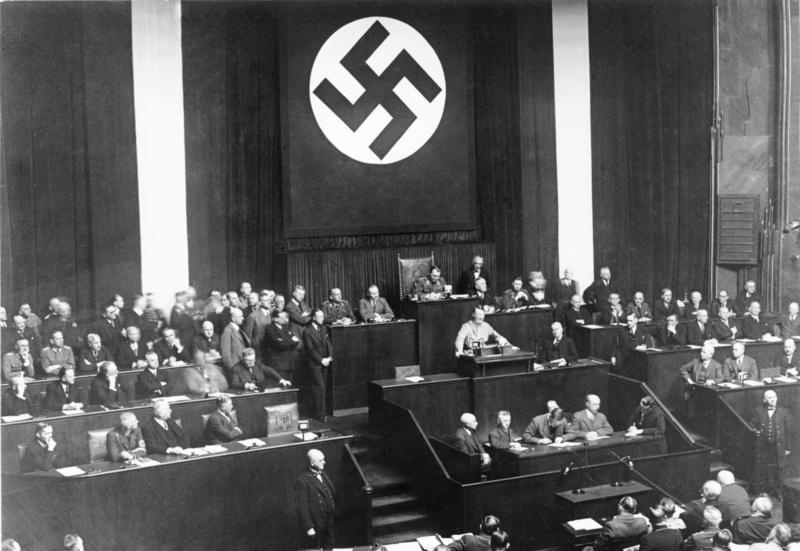
Hitler beszédet mond a felhatalmazási törvény parlamenti vitájában

Az 1933-as német birodalmi felhatalmazási törvény (németül Ermächtigungsgesetz; teljes nevén Törvény a nép és a birodalom ínségének megszüntetésére, Gesetz zur Behebung der Not von Volk und Reich) a német birodalmi alkotmányt módosító jogszabály. A törvény felhatalmazta Adolf Hitler birodalmi kormányát arra, hogy törvényeket alkosson, ideértve a költségvetés elfogadásáról és az államháztartási hitelek felvételéről szóló rendelkezéseket is, továbbá lehetővé tette, hogy a birodalmi kormány nemzetközi szerződéseket kössön anélkül, hogy a parlament jóváhagyását kikérné.
Az 1933. március 24-én életbe lépett törvény eredetileg csak négy évig volt hatályos, de később a Reichstag a törvény hatályát még két ízben meghosszabbította, majd 1943-ban Hitler rendeletben határozatlan idejűre változtatta, így az a nemzetiszocialista rendszer bukásáig hatályban maradt. A felhatalmazási törvény elfogadása utáni tizenkét évben a Reichstag mindössze hét törvényt alkotott, melyek közül kettő éppen a felhatalmazási törvény hatályának meghosszabbítására vonatkozott.
A második világháború végén megszállt Németországot igazgató Szövetséges Ellenőrző Tanács 1945. szeptember 20-án explicite hatályon kívül helyezte a felhatalmazási törvényt. A modern Németország alaptörvénye kimondja, hogy törvényeket csak az alkotmányban törvényalkotói joggal felruházott testületek alkothatnak, így a hatályos alkotmány nem ad módot az 1933-ashoz hasonló felhatalmazási törvény elfogadására.

## Alkotmányos háttér

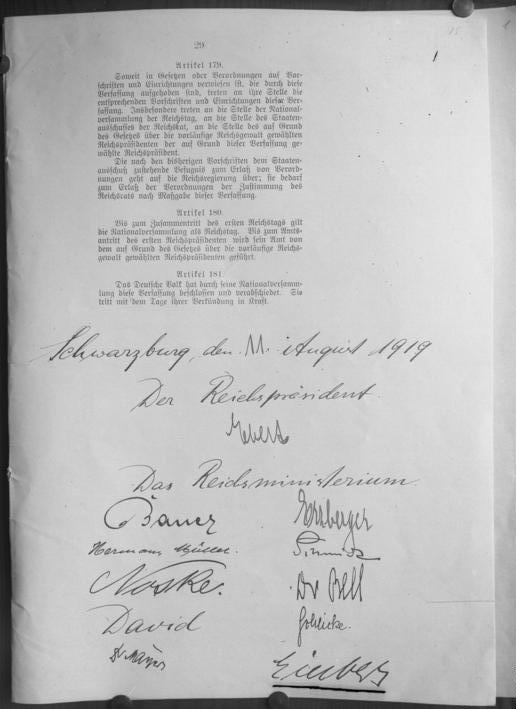
A weimari alkotmány eredeti példányának utolsó oldala Friedrich Ebert birodalmi elnök és a Bauer-kormány tagjainak aláírásával

A törvény megalkotásának idején a Német Birodalom demokratikus berendezkedésű, szövetségi rendszerű köztársaság volt. A törvényes rend jogi alapját az 1919-ben Weimarban elfogadott alkotmány képezte. Az alkotmány kimondta a népfelség elvét..
A nép a hatalmát kétkamarás parlamenten keresztül gyakorolta. Az alsóház neve Reichstag (Birodalmi Gyűlés) volt, ennek tagjait közvetlenül a nép választotta négyéves időtartamra. A felsőház a Reichsrat (Birodalmi Tanács) nevet viselte; tagjai az egyes tagállamokat képviselték.
Az államfői funkciót a birodalmi elnök (Reichspräsident) töltötte be. Őt a nép közvetlenül választotta, hétéves időtartamra. Széles jogkörrel rendelkezett: ő volt a hadsereg főparancsnoka, ő nevezte ki és mentette fel a köztisztviselőket, feloszlathatta a parlamentet és új választást írhatott ki. A birodalmi elnök a birodalom nevében nemzetközi szerződéseket köthetett, de ezek csak a Reichstag jóváhagyása után léptek életbe.
Az alkotmány 48. cikkelye értelmében ha a Német Birodalomban a rendet és a közbiztonságot jelentősen fenyegető veszélyhelyzet lépett fel, a birodalmi elnök a rend és a közbiztonság helyreállítása céljából szükségrendeleteket adhatott ki, és ezeknek akár a fegyveres erők bevetésével is érvényt szerezhetett. Az ilyen intézkedések során a birodalmi elnök ideiglenesen hatályon kívül helyezhetett alapvető alkotmányos jogokat.
A gyakorlati végrehajtó hatalmat a birodalmi kormány, illetve annak vezetője, a birodalmi kancellár (Reichskanzler) gyakorolta. Őket a birodalmi elnök nevezte ki és mentette fel, de a kormánynak a kinevezés után még az alsóház bizalmát is el kellett nyernie szavazás útján, és ha a Reichstag a bizalmát határozatban megvonta, le kellett mondania.
Az alkotmány szerint a törvényalkotás a Reichstag feladata volt. Az alsóházban megalkotott törvények ellen a felsőház kifogást emelhetett. A vitás eseteket a birodalmi elnök népszavazás kiírása útján dönthette el.

## Korábbi felhatalmazási törvények Németországban
A Német Birodalom hét és fél évtizedes történetében számos példa volt már 1933 előtt is hasonló felhatalmazási törvényekre. Először röviddel az első világháború kezdete után, 1914. augusztus 14-én fogadtak el ilyen jellegű törvényt, amely a Bundesrat jogkörébe utalta a háborúból fakadó gazdasági károk elhárítását célzó törvények megalkotását. Ezt a hatalmat aztán a Bundesrat arra is felhasználta, hogy a gazdasági károkkal csak igen távoli kapcsolatba hozható törvényeket is alkosson.
A weimari köztársaság idején (1919–1933) számos újabb felhatalmazási törvényt fogadott el a Reichstag. Három ilyen törvény született 1919-ben, egy-egy 1920-ban, illetve 1921-ben, további három 1923-ban, és egy-egy 1926-ban, illetve 1927-ben. Ezeknek a felhatalmazásoknak a birtokában a kormány nemegyszer az alkotmányban vagy törvényben rögzített jogokat súlyosan csorbító rendeleteket hozott. 1923 őszén például a kormány a gazdasági válságra hivatkozva rendeleti úton érvénytelenítette a nyolcórás munkanapot előíró törvényt, egy másik rendeletben pedig felhatalmazást adott a külföldi értékpapírok és bizonyos nemesfém tárgyak elkobzására, explicite kimondva a lakás sérthetetlenségéhez és a levéltitokhoz való jog felfüggesztését.
Az 1930-as évek elejére a Reichstag szerepe a jogszabályalkotásban fokozatosan háttérbe szorult. 1930-ban még 98 törvényt alkotott a Birodalmi Gyűlés, a következő évben már csak 34-et, miközben Paul von Hindenburg birodalmi elnök 42 szükségrendeletet alkotott a veszélyhelyzetre hivatkozva. 1932-ben a parlament már csak öt törvényt fogadott el, és a jogalkotási űrt a birodalmi elnök 60 – veszélyhelyzetre hivatkozó – szükségrendelete töltötte be. Ebben a jogalkotói környezetben lépett fel Hitler 1933 elején azzal az igénnyel, hogy az általa vezetett birodalmi kormány négyéves időtartamra kapjon szabad kezet a törvényhozást illetően.

## Politikai háttér

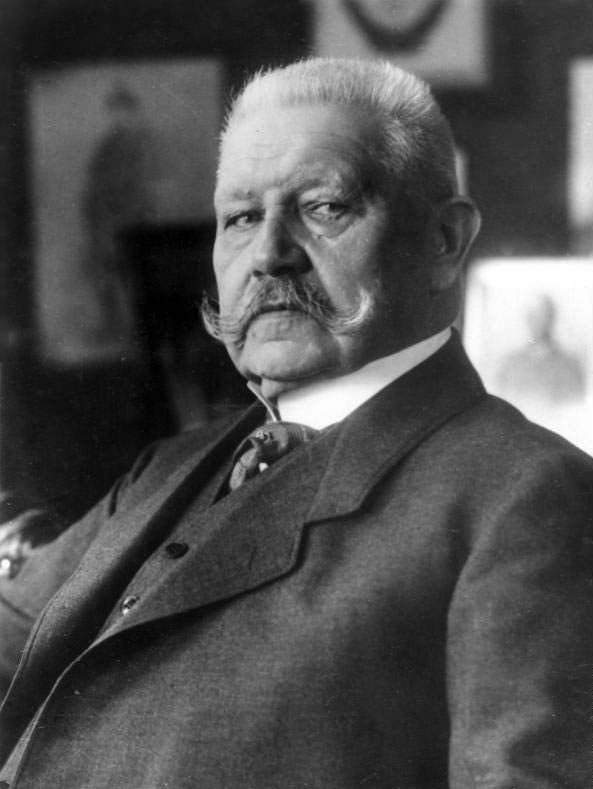
Paul von Hindenburg birodalmi elnök

1932–1933-ban Németország súlyos gazdasági és politikai válságban volt. A 67 milliós lélekszámú országban 1933 januárjában 6 013 000 munkanélkülit tartottak nyilván; minden harmadik munkaképes korú polgár állás nélkül volt. Az ország három legerősebb politikai ereje a Szociáldemokrata Párt, a Kommunista Párt és a Nemzetiszocialista Német Munkáspárt volt. Az utóbbi kettő tagjai között gyakoriak voltak az erőszakos, nemegyszer halálesettel végződő összecsapások. A nemzetiszocialista Sturmabteilung (szokásos rövidítéssel: SA) nevű paramilitáris erő tagjai a zsidókat is zaklatták, bántalmazták. A vezető politikai erők időnként, időlegesen kompromisszumokat kötöttek egymással, de egyikük sem volt képes a lakosság döntő többségét maga mögé állítani a különböző választásokon. A parlamenti demokráciába vetett bizalom megcsappant, Paul von Hindenburg birodalmi elnök ismételten szükségrendeletek kiadásával kerülte meg a Birodalmi Gyűlést.
Többször, több kontextusban felmerült az a gondolat, hogy a demokrácia nem segíti a krízisből való kilábalást. Adolf Hitler, a nemzetiszocialisták vezére, még 1932 januárjában Düsseldorfban ipari vezetők előtt – a hallgatóság tetszésére – arról beszélt, hogy a parlamenti rendszer leküzdése a gazdasági válság megoldásának kulcsfeltétele. Amikor pedig a 84 éves Hindenburg elnöki mandátuma 1932 tavaszán a végéhez közeledett, Heinrich Brüning birodalmi kancellár felvetette, hogy Hindenburg elnökségét változtassák élethosszig tartóra. A javaslatot végül elvetették, és tavasszal az alkotmány által előírt módon elnökválasztást tartottak.
A kétfordulós elnökválasztás március 13-i első fordulóján Hindenburg a szavazatok 49,6 százalékát kapta, Hitler 30,1 százalékot, a kommunista Ernst Thälmann 4,98 százalékot szerzett. Mivel egyik jelölt sem nyerte el a szavazók abszolút többségének támogatását, április 10-én újabb fordulót tartottak. Ezt Hindenburg a leadott szavazatok 53 százalékával megnyerte (Hitler 36,8, Thälmann 10,2 százalékot kapott). Ezzel Hitler előtt bezárult a teljhatalomhoz vezető egyik lehetséges útvonal: az, hogy a birodalmi elnöki pozícióból, a parlamentet félreállítva, szükségrendeletek útján kormányozzon.

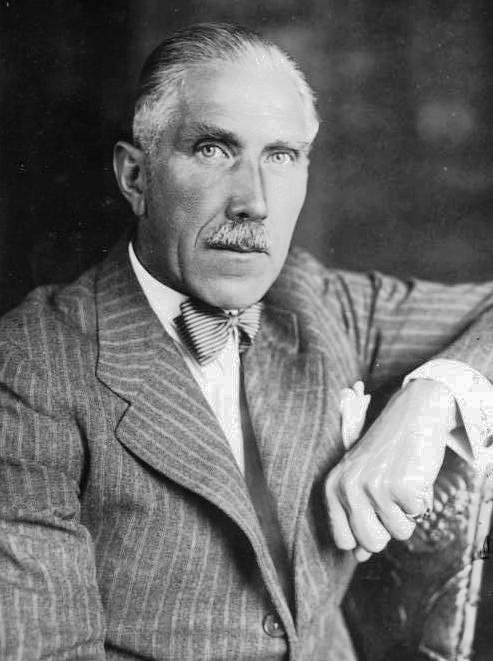
Franz von Papen kancellár

1932. május 29-én Hindenburg megvonta a bizalmat Heinrich Brüning birodalmi kancellártól, és a nemzetiszocialista Kurt von Schleicher tábornok javaslatára május 31-én a centrumpárti Franz von Papent nevezte ki kormányfővé. Papen azonban nem tudta megszerezni a Reichstag támogatását, ezért arra kérte Hindenburgot, oszlassa fel a parlamentet és tűzzön ki új választást. Az 1932. július 31-i választáson a nemzetiszocialisták szerezték a legtöbb mandátumot (37,4 százalékot), messze többet, mint a második helyen végzett szociáldemokraták 21,6 százaléka. Kormányképes többség azonban nem alakult ki. Hitler kijelentette, a nemzetiszocialisták csak olyan kormányban vesznek részt, amelynek élén ő áll. Az országot így ügyvezető kormányként Papen kabinetje vezette tovább. A Birodalmi Gyűlés elnöke a nemzetiszocialista Hermann Göring lett, aki az első ülésnapon határozatlan időre elnapolta a parlament ülését. A kormány megszorító intézkedéseire a szakszervezetek sztrájkkal feleltek. A közbiztonság drámai romlására és az elharapózó erőszakhullámra válaszul Hindenburg drákói szigorúságú, szinte statáriális szükségrendeleteket adott ki. A több hónapig tartó politikai bizonytalanság után Hindenburg ismét feloszlatta a Reichstagot, és 1932. november 6-án új választásokat tartottak. Ezt ismét a nemzetiszocialisták nyerték meg, bár gyengébb eredménnyel, mint a nyáron. A választást hetekig tartó koalíciós tárgyalások követték, mialatt az országot Papen, majd annak lemondása után rövid ideig Schleicher vezette. Hitler és Schleicher sikertelenül javasolták Hindenburgnak, hogy a válsághelyzetre hivatkozva állítsa félre a parlamentet és nevezzen ki teljhatalmú, csak a birodalmi elnöknek felelős kormányt.

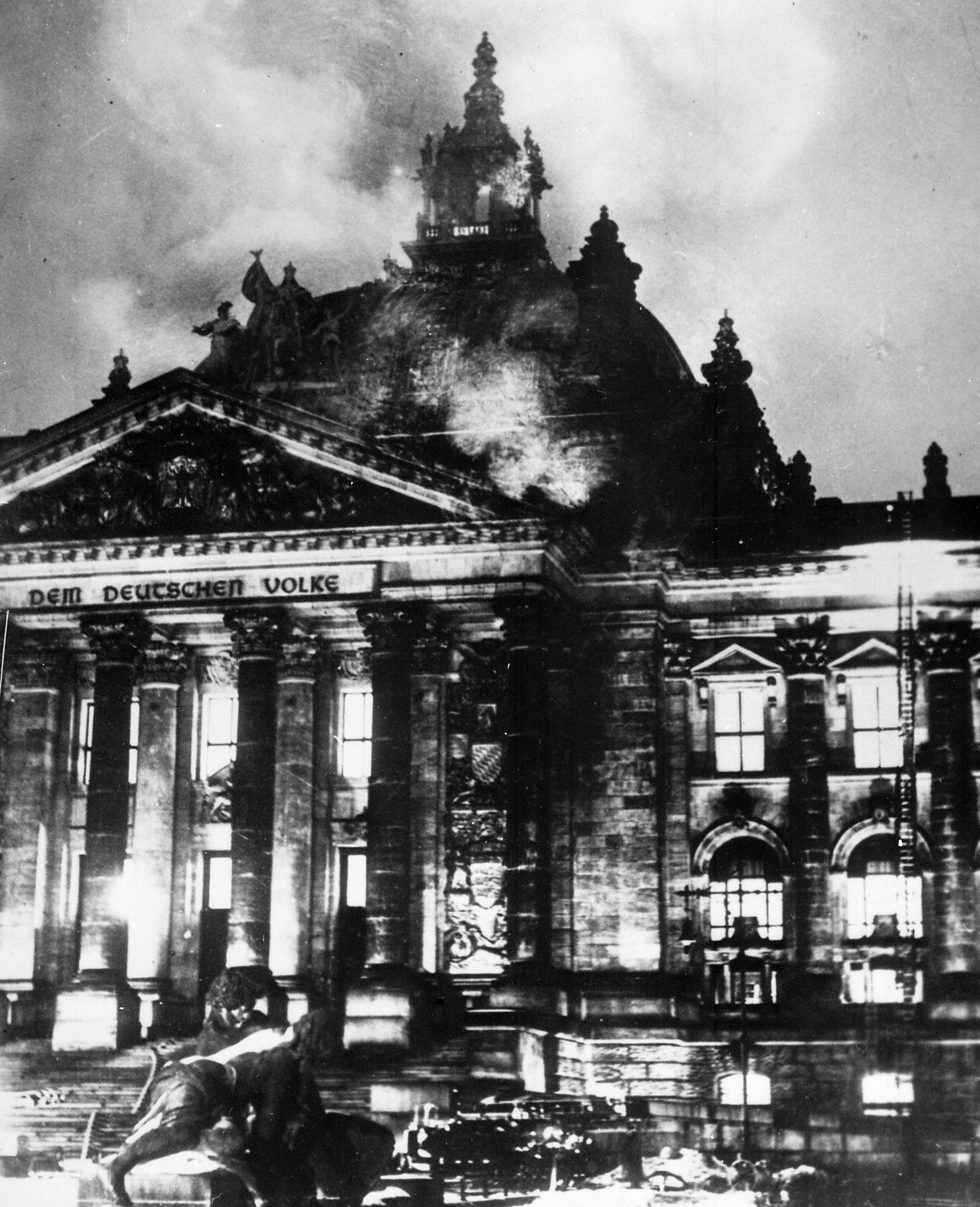
Az égő Reichstag

A hetekig tartó sikertelen koalíciós tárgyalások után Hindenburg végül 1933. január 30-án Hitlert nevezte ki kancellárnak, majd Hitler kérésére mindjárt feloszlatta a Birodalmi Gyűlést és március 5-ére választást tűzött ki. A választási kampányt politikai erőszak kísérte. Február 27-én éjjel felgyújtották a Reichstag épületét. A kormány a kommunistákat vádolta a gyújtogatás kitervelésével, és a párt számos vezetőjét, köztük Ernst Thälmann pártelnököt őrizetbe vették. Franz Gürtner igazságügyminiszter, a nácik koalíciós partnerének, a Német Nemzeti Néppártnak (DNVP) tagja, február 27-én délután rendelettervezetet hozott a kabinet elé mely korlátozta a politikai szabadságjogokat, köztük a gyülekezéshez való jogot, valamint a szólás- és vallásszabadságot - Hindenburg birodalmi elnök aláírta a szükségrendeletet.
Egy héttel később a választásokon ismét a nemzetiszocialisták kapták a legtöbb szavazatot, de a várakozásokkal szemben továbbra sem sikerült abszolút többséget szerezniük, csak 43,9 százalékot értek el. (Tekintve, hogy Németországban a háborút követő konszolidációig több szabad választás nem volt, ez a Nemzetiszocialista Német Munkáspárt demokratikus támogatottságának történelmi csúcsa.) A szociáldemokraták 18,3, a kommunisták 12,3 százalékot kaptak. A megválasztott kommunista képviselők mandátumát három nappal a szavazás után, március 8-án a Reichstag felgyújtása kapcsán kiadott szükségrendeletre hivatkozva semmissé nyilvánították. Ebben a kaotikus helyzetben fordult Hitler azzal a követeléssel a Birodalmi Gyűléshez, hogy ruházza fel a kormányt a válság megoldásához szükséges rendkívüli jogkörökkel. Több nyilvános beszédében is úgy fogalmazott, hogy négyévnyi időre, „egy birodalmi gyűlés alkotmányos mandátumának hosszára” van szüksége ahhoz, hogy „az állam hajóját” a helyes irányba fordítsa.

## A törvény előkészítése

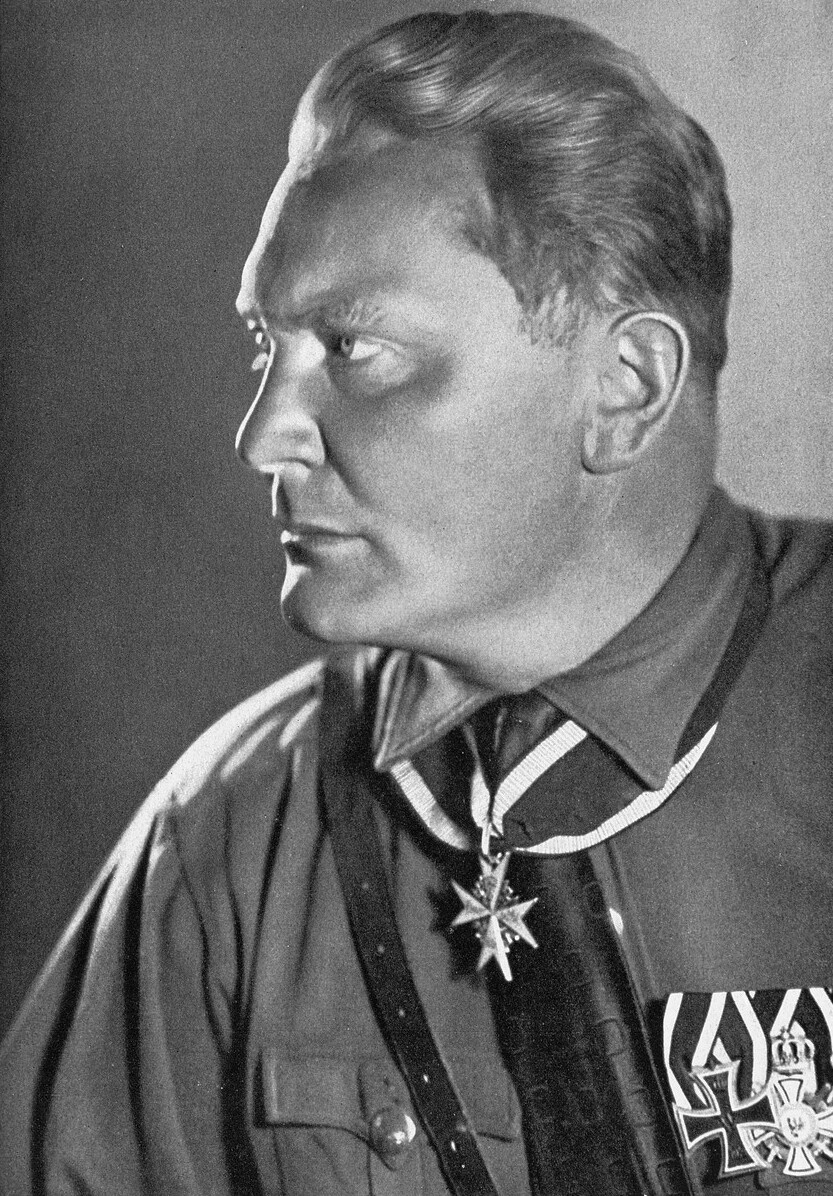
Hermann Göring, a Reichstag házelnöke

A felhatalmazási törvény előkészítését a belügyminisztérium munkatársai már 1933 februárjában megkezdték, azonban a végső szöveg kialakítása már a március 5-i választás után történt meg. Az ügyben március 15-én és március 20-án is miniszteri szintű értekezletet tartottak, és a 20-i találkozón alakult ki a törvényjavaslat végleges szövege. A két miniszteri értekezleten dőlt el, hogy a kormány ne csupán törvényerejű rendeletek kibocsátására kapjon jogot, hanem arra is, hogy teljes értékű törvényeket alkosson, ideértve az alkotmányban különleges státusszal bíró, a költségvetést és az államadósságot érintő törvényeket is.
A március 15-i miniszteri értekezleten az is felmerült, miként érhető el, hogy a törvény megkapja az alkotmány szerint szükséges kétharmados támogatottságot. Tekintve, hogy a Reichstagnak 647 tagja volt, 432 támogató szavazatra volt szükség. Várható volt, hogy a kommunista és a szociáldemokrata képviselők a javaslat ellen fognak szavazni, ezért Frick belügyminiszter felvetette, hogy a mandátumuktól megfosztott kommunista képviselőket ne számítsák bele a 647 fős képviselői összlétszámba. Így a megmaradt képviselők száma 566 lett, aminek révén a kétharmados többség már csak 378 szavazatot jelentett. Göring házelnök támogatta ezt a megoldást, és azt is megjegyezte, hogy szükség esetén ő, mint a Reichstag ülésének levezető elnöke, egyes szociáldemokrata képviselőket akár ki is utasíthat az ülésteremből.

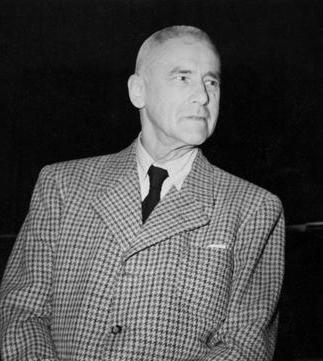
Wilhelm Frick belügyminiszter

A nemzetiszocialistáknak és a velük szövetséges Kampffront Schwarz-Weiß-Rot választási tömörülésnek 340 mandátuma volt, így elengedhetetlen volt a középpártok támogatása. Hitler ezért a március 15-i értekezlet után találkozott e polgári pártok vezetőivel, és a 20-i miniszteri találkozón már arról számolt be, hogy a polgári középpártok beleegyeztek a felhatalmazási törvény elfogadásába, miután Hitler ígéretet tett, hogy a kormány által a felhatalmazás birtokában kibocsátandó törvényekről a pártok képviselőit előre tájékoztatja. Brüning korábbi birodalmi kancellár, a Centrumpárt vezetője pártja szavazataiért cserébe arra kérte Hitlert, hogy adjon írásos garanciát a február 28-i (a Reichstag felgyújtása után kiadott, a polgári szabadságjogokat korlátozó) szükségrendelet visszavonására. Hitler és Frick erre szóbeli ígéretet tettek, és Brüninget az utolsó pillanatig azzal hitegették, hogy a garanciát tartalmazó levél rövidesen elkészül, de erre végül nem került sor. A Centrumpárt ennek ellenére támogatta a törvényjavaslatot.
A március 20-i miniszteri értekezleten Frick még azt is felvetette, hogy a felhatalmazási törvény elfogadását a baloldal alkotmányos obstrukcióval is megkísérelheti megakadályozni. Ha ugyanis a parlament üléséről elég sok képviselő távol marad, akkor a birodalmi gyűlés határozatképtelenné válik. Frick ezért azt javasolta, változtassák meg a házszabályt úgy, hogy az igazolatlanul távollevő képviselők jelenlévőnek minősüljenek. A polgári közép pártjai meghökkentő módon ebbe is beleegyeztek, egyedül a szociáldemokraták ellenezték ezt a házszabály-módosítást.

## A törvény elfogadása

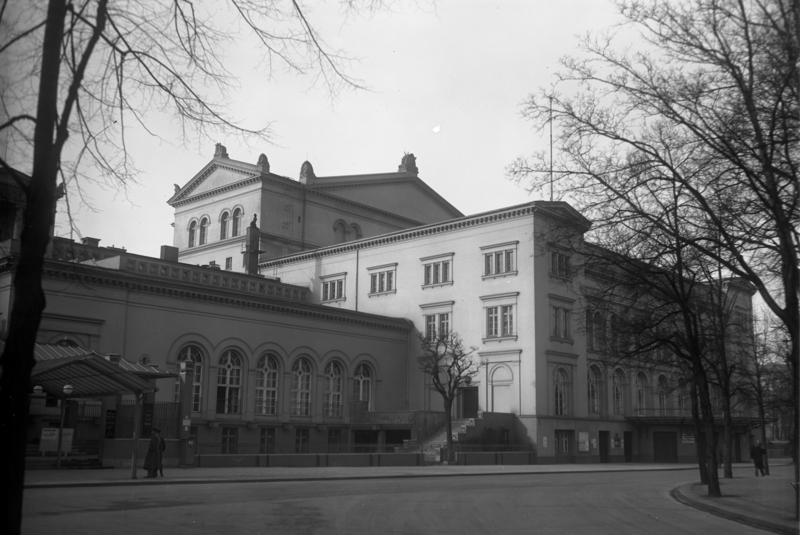
A Kroll Operaház

Az 1933. március 5-én megválasztott birodalmi gyűlés alakuló ülésére március 21-én egy Joseph Goebbels propagandaminiszter által megtervezett potsdami rendezvényen került sor. Tekintve, hogy a Reichstag épülete kiégett, a Birodalmi Gyűlés ülései ezután a Königsplatz szemközti oldalán álló Kroll Operaházban kaptak helyet. Itt terjesztette be március 23-án Hitler birodalmi kancellár a felhatalmazási törvény tervezetét. Az ülésen a kommunista képviselők értelemszerűen nem voltak jelen – mandátumukat felfüggesztették, sokukat letartóztatták, mások bujkálni voltak kénytelenek. A szociáldemokraták alkották az egyetlen jelen lévő parlamenti erőt, amely a felhatalmazási törvényt ellenezte. A párt képviselőit a Kroll Operaház épületében és az épület előtt nagyszámú SA-katona zaklatta, fenyegette.

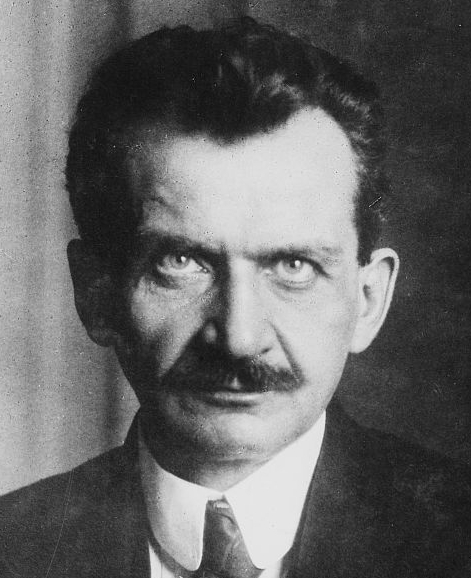
Otto Wels szociáldemokrata frakcióvezető

A törvényjavaslatot élesen támadta Otto Wels, a szociáldemokraták frakcióvezetője. Felszólalásában elmondta: 
|  | „Mi, német szociáldemokraták, ebben a történelmi órában ünnepélyesen elkötelezzük magunkat a humánum és az igazságosság, a szabadság és a szocializmus alapértékei mellett. Nincs az a felhatalmazási törvény, amely Önöknek módot adna arra, hogy az örök és elpusztíthatatlan eszméket megsemmisítsék.” |
|  | |

 Hitler válaszában elítélte a szociáldemokratákat, és kijelentette, ezek után nem is kér a támogatásukból. Ezután Ludwig Kaas, a Centrumpárt nevében támogatását adta a törvényjavaslathoz, majd a többi középpárt szónoka is rendre kijelentette, hogy igennel fog szavazni.
A név szerinti szavazáson végül 444 igen és 94 nem szavazatot számoltak össze. Göring házelnök ezután figyelemre méltó szavazatszámolási gondolatmenetet fejtett ki, „tekintve, hogy alkotmánymódosító törvényről van szó”. „A Ház törvényes létszáma 566 fő. Ennek kétharmada 378, amelynek kétharmada 252. A felhatalmazási törvényt tehát a birodalmi gyűlés az alkotmány szerint szükséges szavazatszámmal elfogadta.” Hans Schneider történész későbbi elemzése szerint a Reichstag törvényes létszáma valójában továbbra is 647 volt, mert az, hogy a kommunista képviselőket megfosztották mandátumuktól, nem csökkentette le a birodalmi gyűlés törvényben előírt létszámát. Ennek kétharmada nem 378, hanem 432. Schneider szerint Göring ott is hibázott, hogy úgy számolt: a képviselők kétharmadának kellett jelen lennie, és ennek a kétharmadnak a kétharmada kellett hogy támogassa a törvényjavaslatot. Ezzel szemben az alkotmány szerint az összes képviselő kétharmadának jelenléte valóban elegendő volt a határozatképességhez, de az alkotmány módosításához szükséges volt a ténylegesen jelen lévő képviselők kétharmadának támogatása. Mindenesetre Göring sajátos alkotmányértelmezésére nem volt szükség: az ülésteremben ténylegesen 538 képviselő volt jelen, ami messze több volt a megválasztott képviselők számának kétharmadánál, 432-nél. A jelen lévő képviselők számának kétharmada 359 volt; a leadott 444 igen szavazat ezt megint csak messze meghaladta.

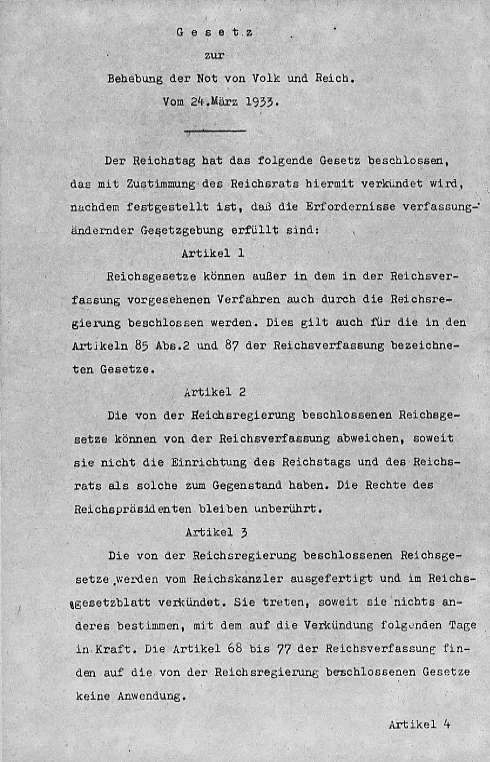
Az eredeti törvényszöveg (első oldal)

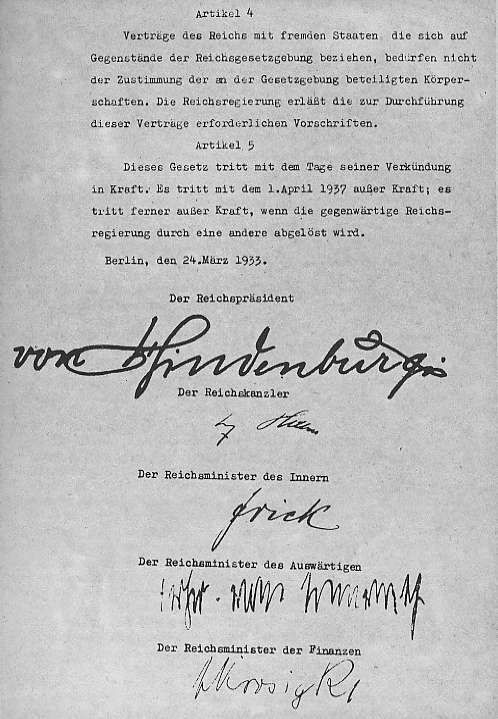
Az eredeti törvényszöveg (második oldal), Hindenburg, Hitler, Frick, Neurath és Krosigk aláírásával

Miután a törvényjavaslatot a Reichstag elfogadta, a felhatalmazási törvény még aznap este a Reichsrat elé került, amely azt egyhangúlag támogatta. Másnap Hitler birodalmi kancellár, valamint Frick belügyminiszter, Neurath külügyminiszter és Krosigk pénzügyminiszter ellenjegyzése után Hindenburg birodalmi elnök aláírta a törvényt, amelyet még 1933. március 24-én kihirdettek, és így azonnal hatályba is lépett.

## A törvény tartalma
A törvény öt cikkelyből áll.
Az első cikkely kimondja, hogy a szokásos alkotmányos ügymeneten túl a birodalmi kormány is alkothat birodalmi törvényeket. A szakasz külön kiemeli, hogy ez a felhatalmazás az alkotmány 85. cikkelyének 2. bekezdésében és a 87. cikkelyben felsorolt törvényekre (a költségvetési törvényre és az államháztartási hitelek felvételét lehetővé tévő törvényekre) is vonatkozik.
A második cikkely szerint a kormány által alkotott törvények eltérhetnek az alkotmánytól, de a Reichstag, a Reichsrat és a birodalmi elnök jogállását nem érinthetik.
A harmadik cikkely a kormány általi törvénykezés formai mechanizmusát körvonalazza. Az ilyen törvényeket a birodalmi kancellár (Hitler) írja alá, azokat a Reichsgesetzblatt nevű hivatalos közlönyben teszik közzé, és főszabályként kihirdetésük másnapján lépnek életbe. Az ilyen törvényekre nem vonatkoznak az alkotmány 68–77. cikkelyében szereplő, a törvényhozás normális menetét szabályozó előírások: megalkotásukban nincs szerepe a Reichstagnak, a Reichsratnak és a birodalmi elnöknek, valamint nem lehet róluk népszavazást kiírni.
A negyedik cikkely szerint a birodalmi kormány úgy köthet nemzetközi szerződéseket, hogy azokhoz a törvényhozó testületeknek az alkotmányban korábban előírt hozzájárulását nem kéri ki. Ehelyett a kormány által megkötött szerződések egyszerűen végrehajtási rendeletek útján válnak a német jog részévé.
Az ötödik cikkely a törvény időbeli hatályát taglalja. A felhatalmazási törvény kihirdetésének napján (1933. március 24-én) lépett hatályba, és érvényességi ideje az eredeti törvényszöveg szerint mintegy négy évvel később, 1937. április 1-jén lejárt volna. (A valóságban a törvényt még három alkalommal meghosszabbították, és a nemzetiszocialista rendszer 1945-ös bukásáig érvényben maradt.) A törvény megszövegezői arra is gondoltak, hogy ha Hitler röviddel korábban megalakult kormánya megbukna, az új kormány ne élvezzen hasonló teljhatalmat. Ezért a cikkelybe egy olyan rendelkezés is bekerült, amely szerint kormányváltozás esetén a felhatalmazási törvény automatikusan hatályát veszti.

## Következményei
Noha Hitler biztosította a Birodalmi Gyűlést, hogy a felhatalmazási törvény által nyújtott jogosítványokat „csak olyan mértékben fogja alkalmazni, amennyire az életfontosságú intézkedések véghezvitele ezt megkívánja”, hamar kiderült, hogy az új helyzetben mind a Reichstag törvényalkotói szerepe, mind a birodalmi elnök szükségrendelet-alkotói szerepe végletesen háttérbe szorult, és a jogalkotás súlypontja a Hitler vezette birodalmi kormányhoz került át.
A németországi nemzetiszocialista hatalom tizenkét éve alatt a Reichstag mindössze hét törvényt alkotott. Ezek közül kettő éppen a felhatalmazási törvény hatályának meghosszabbításáról szólt (1937-ben és 1939-ben). A többi öt törvény az 1934. január 30-án kelt újjáépítési törvény, a Danzignak a Német Birodalommal való újraegyesítését kimondó, a második világháborút beharangozó 1939. szeptember elsejei törvény, valamint az 1935. szeptember 16-án hatályba lépett három nürnbergi törvény: a Birodalom zászlajáról szóló törvény, „a német vér és német becsület védelméről” szóló zsidótörvény és az állampolgársági törvény.
Bár elvileg a felhatalmazási törvény nem érintette Hindenburg birodalmi elnök jogkörét, a gyakorlatban mégis korlátozta az addig gyakorta használt szükségrendelet-alkotói jogát. Az elnöki szükségrendeletek hatályba lépéséhez ugyanis szükség volt a birodalmi kancellár (Hitler) ellenjegyzésére, ezt az ellenjegyzést pedig Hitler megtagadhatta, mondván, hogy nincs szükséghelyzet: a szükséges jogszabályokat a Reichstagtól kapott felhatalmazás birtokában most már a birodalmi kormány maga is meg tudja alkotni. Ennek megfelelően 1933-ban már csak három elnöki szükségrendelet született. Ezek közül kettő már a felhatalmazási törvény elfogadása előtt előkészületben lévő, csekély jelentőségű rendelet volt, a harmadik pedig a poroszországi szükségállapotot elrendelő szükségrendelet visszavonásáról szólt.
A fentiekkel éles ellentétben a birodalmi kormány 1933-ban 218 törvényt alkotott, 1934-ben további 190-et, 1935-ben pedig 149-et. A következő években a kormány törvényalkotói szerepe visszaesett, és ehelyett az új jogszabályok rendeleti formát öltöttek. Hitler a felhatalmazási törvényben kapott jogkört részlegesen továbbdelegálta: az 1936-ban bevezetett négyéves terv megvalósításához Göring rendeletalkotói jogot kapott, amikor pedig kitört a háború, a Birodalmi Védelmi Minisztertanács (Ministerrat für die Reichsverteidigung) szintén jogot kapott törvényerejű rendeletek alkotására.
A törvény elfogadása után a nemzetiszocialista teljhatalom gyors ütemben bezúzta a rivális pártokat. A Kommunista Párt már a Reichstag felgyújtását követő hetekben megsemmisült. 1933 júniusában betiltották a Szociáldemokrata Pártot is. A fennmaradó parlamenti pártok – amelyek hozzásegítették Hitlert a parlamenti demokrácia felszámolásához – megértették az idők szavát, és sorra feloszlatták magukat. Négy hónappal a felhatalmazási törvény elfogadása után, 1933 júliusában Németországban már csak egy párt maradt, a Nemzetiszocialista Német Munkáspárt.
A felhatalmazási törvény révén a nemzetiszocialisták ideológiájuk emberellenes elemeit rendeleti úton ültethették a gyakorlatba, és ennek nyomán zsidók, cigányok, homoszexuálisok, rokkantak és politikai ellenállók milliói lettek embertelen államhatalmi erőszak áldozatai.
A törvény a nemzetközi szerződéseket a kormány hatáskörébe utalta. Ennek birtokában Hitler felmondta a Németország katonai erejét korlátozó megállapodásokat, visszaszerezte a Saar-vidéket, helyreállította a német szuverenitást a Rajna-vidéken, annektálta Ausztriát és a müncheni egyezmény révén német fennhatóság alá helyezte Csehszlovákia egy részét.
Ezután Hitler 1939-ben katonai támadást indított Lengyelország ellen, amivel kezdetét vette a második világháború. A hadüzenetek és a legmagasabb szintű katonai döntések is mind a Reichstag megkerülésével, rendeleti úton születtek meg.

## Jelentősége és értékelése
A felhatalmazási törvény elsődleges jelentősége abban állt, hogy révén a nemzetiszocialisták – és személyesen Hitler – teljhatalmat kaptak, méghozzá úgy, hogy formailag betartották a weimari alkotmány szabályait. A törvény elfogadása után Joseph Goebbels propagandaminiszter naplójában így értékelte az eseményt: „Most már alkotmányosan is a Birodalom urai vagyunk.”
Arnold Brecht jogász és politológus, aki 1933-ig magas rangú birodalmi köztisztviselő volt, a háború alatt pedig amerikai egyetemeken tanított, 1948-as elemzésében rámutatott a felhatalmazási törvény egy közvetettebb hatására: Hitlernek a teljhatalom megszerzése során a törvényalkotói jogkörön kívül arra is szüksége volt, hogy a köztisztviselői és bírói kar az utasításait engedelmesen végrehajtsa. Brecht szerint ha Hitler parancsai mögött nem lett volna ott a felhatalmazási törvény legitimációs háttere, a bírák és köztisztviselők, akik lojálisak voltak a weimari alkotmányhoz, ellenállást tanúsítottak volna. Miután azonban Hitler a teljhatalmat formálisan az alkotmány betűjének megfelelve szerezte meg, a bírák és köztisztviselők számára nem maradt más választás, mint az új jogrendnek való behódolás.

## Időbeli hatálya
A felhatalmazási törvény ötödik cikkelye kimondja, hogy a jogszabály érvényességi ideje 1937. április 1-jén lejár. A törvény hatályát azonban a Reichstag még két ízben meghosszabbította, majd 1943-ban Hitler rendeletben határozatlan idejűre változtatta, és így az a nemzetiszocialista rendszer 1945-ös bukásáig érvényben maradt.
A törvény de facto érvényét vesztette Németország szövetséges megszállásával: a Német Birodalom összeomlását követő hónapokban csak a szövetséges katonai hatóságok alkottak rendeleteket. 1945. augusztus 30-án megkezdte működését a Szövetséges Ellenőrző Tanács, amely szeptember 20-án kiadta első törvényét. Ez a jogszabály explicite hatályon kívül helyezett 26 törvényt, amelyeket a nemzetiszocialista időszak tizenkét évében alkottak. Az érvénytelenített törvények listájának első helyén a felhatalmazási törvény állt. Ezzel a törvény de jure is érvényét veszítette.
A modern Németország alaptörvénye kimondja, hogy törvényeket csak az alkotmányban törvényalkotói joggal felruházott testületek alkothatnak, így a hatályos alkotmány nem ad módot az 1933-ashoz hasonló felhatalmazási törvény elfogadására.

## Az események szereplőinek további sorsa
Adolf Hitler a felhatalmazási törvény bevezetését követő tizenkét évben teljhatalommal vezette országát. Hamarosan hivatalosan is felvette a Führer ('vezér', 'vezető') címet. A harmincas évek közepétől az ország gazdaságilag talpra állt, katonailag megerősödött és területileg is bővült. Hitler végül elveszítette az általa kirobbantott második világháborút, és berlini bunkerében 1945. április 30-án öngyilkos lett.
Paul von Hindenburg formálisan birodalmi elnök maradt, de tényleges hatalma a felhatalmazási törvény bevezetésével megszűnt. A nyolcvanas évei derekán járó politikus belenyugodott a helyzetbe, és élete végéig támogatta Hitlert, aki viszonzásképpen nem háborgatta a köztiszteletnek örvendő idős államférfit. Hindenburg alig egy évvel a törvény aláírása után, 1934. augusztus 2-án, nyolcvanhat évesen halt meg.
Hermann Göring a nemzetiszocialista rendszer második embere lett. Ő volt a Luftwaffe főparancsnoka, ő irányította az ország gazdasági talpra állását célzó négyéves terv kidolgozását és végrehajtását. Az ő irányítása alapján építették ki a koncentrációs táborok hálózatát. A Német Birodalom összeomlásakor amerikai fogságba esett, majd Nürnbergben bíróság elé állították, és kötél általi halálra ítélték, azonban kivégzése előtt, 1946. október 15-én öngyilkos lett.
Wilhelm Frick egészen 1943-ig birodalmi belügyminiszter maradt. 1943 és 1945 között a Cseh–Morva Protektorátus kormányzója volt. A nürnbergi perben halálra ítélték, és 1946. október 16-án kivégezték.
Otto Wels 1933 májusában – az akkor még népszövetségi adminisztráció alatt lévő – Saar-vidékre költözött, majd Prágába települt át, ahol részt vett az emigráns szociáldemokrata párt megszervezésében, miután a párt működése Németországban ellehetetlenült. 1933 augusztusában megfosztották német állampolgárságától. 1938-ban, a müncheni egyezmény után Párizsba települt át. Itt érte a halál 1939. szeptember 16-án, egy nappal 66. születésnapja után.